# Grid Seeker: Project Storm Hammer
Grid Seeker: Project Storm Hammer (グリッドシーカー?, Guriddo Shīkā) è un videogioco arcade di genere sparatutto a scorrimento verticale,  sviluppato e pubblicato dalla Taito nel 1992. Il giocatore controlla uno dei tre diversi aerei da combattimento moderni e può raccogliere i proiettili nemici utilizzando delle armi a schermata chiamate Grid.
Questo titolo non è mai stato convertito su nessuna console, però, la sua emulazione è inclusa in Taito Legends 2 per PC, Playstation 2 e Xbox.

## Trama
In un'era alternativa Guerra del Golfo, i combattimenti continuarono così tanto che molte risorse naturali del Medio Oriente furono distrutte nel processo. Nel 1999, una nazione mediorientale che stava soffrendo gravemente per la carenza di risorse prese le armi e iniziò ad attaccare nazioni più vicine che erano economicamente più solide per reclamare le risorse per sé. Con l'avanzare della nuova guerra, la nazione aggressore iniziò a sviluppare un'arma segreta: un potente satellite militare con potenza sufficiente per potenzialmente devastare il mondo intero. Con un'arma così potente, conquistare le nazioni resistenti sarebbe stato un compito impossibile da fallire.
Le nazioni che fuggirono dalle battaglie successive formarono un'alleanza contro i loro aggressori e, con l'aiuto di una nuova tecnologia nota come Gyrodrive Reactive Intercept Device (GRID), l'alleanza solca i cieli e colpisce i loro nemici nella seconda Guerra del Golfo dell'agosto 1999.

## Modalità di gioco
All'inizio della partita bisogna scegliere un velivolo tra il Grumman F-14 Tomcat, il Boeing AH-64 Apache e il Northrop Grumman B-2 Spirit.
L'obiettivo in Grid Seeker: Project Storm Hammer è attraversare tutti i sette livelli, eliminando gli aerei nemici e cercando di evitare i loro attacchi. Una delle caratteristiche distintive del gioco è la presenza di due Grid, torrette volanti che affiancano il velivolo del giocatore. Queste Grid hanno due funzioni principali: attaccare i nemici in diverse direzioni e assorbire i proiettili sparati dagli avversari. Quando una Grid assorbe un proiettile, un contatore si riempie. Una volta che il contatore è completo, il giocatore può lanciare una potente bomba contro gli avversari. Le Grid possono anche cambiare colore e tipo di bomba in base ai potenziamenti raccolti durante il gioco. I diversi tipi di bomba includono: rosso (bomba nucleare), blu (laser gigavolt), verde (bomba drago gemello) e giallo (bomba reazione a catena). Infine, al termine di ogni livello, il giocatore dovrà affrontare un boss.

## Accoglienza
In Giappone, la rivista Game Machine indicò Grid Seeker: Project Storm Hammer nel numero del 15 aprile 1993 come la ventunesima unità arcade di maggior successo del mese.